# Tornada
Tornada é uma povoação portuguesa do Município de Caldas da Rainha que foi sede da extinta Freguesia de Tornada,  freguesia que tinha 19,7 km² de área e 3 561 habitantes (2011), e, por isso, uma densidade populacional de 180,8 hab./km².
A Freguesia de Tornada foi extinta em 2013, no âmbito de uma reforma administrativa nacional, tendo sido agregada à Freguesia de Salir do Porto para formar uma nova freguesia denominada União das Freguesias de Tornada e Salir do Porto da qual é a sede.
Situada a 5 km a norte da sede do município, é limitada a norte pelas freguesias de Alfeizerão (município de Alcobaça) e Salir do Porto, a sul por Nossa Senhora do Pópulo e Santo Onofre, a leste por Salir de Matos e Coto, e a oeste por Serra do Bouro.
Situada em terrenos planos e férteis, é atravessada pelo rio de Tornada, que desagua no Oceano Atlântico, na baía de São Martinho do Porto.
A Freguesia de Tornada incluía os aglomerados populacionais de Tornada, Campo, Chão da Parada, Reguengo da Parada, Casais dos Morgados, Mouraria, Casais do Rio do Peixe e Casais do Vau, os quais integram atualmente a Freguesia de Tornada e Salir do Porto.
Os pontos de interesse da localidade incluem a Igreja Matriz do século XVI e o Paul de Tornada.

## População
| População da freguesia de Tornada | População da freguesia de Tornada | População da freguesia de Tornada | População da freguesia de Tornada | População da freguesia de Tornada | População da freguesia de Tornada | População da freguesia de Tornada | População da freguesia de Tornada | População da freguesia de Tornada | População da freguesia de Tornada | População da freguesia de Tornada | População da freguesia de Tornada | População da freguesia de Tornada | População da freguesia de Tornada | População da freguesia de Tornada |
| --------------------------------- | --------------------------------- | --------------------------------- | --------------------------------- | --------------------------------- | --------------------------------- | --------------------------------- | --------------------------------- | --------------------------------- | --------------------------------- | --------------------------------- | --------------------------------- | --------------------------------- | --------------------------------- | --------------------------------- |
| 1864                              | 1878                              | 1890                              | 1900                              | 1911                              | 1920                              | 1930                              | 1940                              | 1950                              | 1960                              | 1970                              | 1981                              | 1991                              | 2001                              | 2011                              |
| 1 128                             | 1 285                             | 1 316                             | 1 565                             | 1 791                             | 1 706                             | 1 986                             | 2 276                             | 2 328                             | 2 417                             | 2 046                             | 2 750                             | 2 595                             | 3 150                             | 3 561                             |

## História
O local era habitado quando da Invasão romana da península Ibérica, situado na via que ligava Coimbra a Torres Vedras. Na Idade Média, tinha o nome de Cornagaa, pertencendo ao termo de Óbidos, próxima do limite deste com os coutos de Alcobaça.
Com a fundação do Hospital de Nossa Senhora do Pópulo pela Rainha D. Leonor, esposa de João II de Portugal, Tornada iniciaria o processo de aproximação a Caldas da Rainha. D. Leonor deixaria em testamento ao hospital as rendas de terras situadas em Tornada de que era possuidora, entre as quais o então designado Paul da Boa Vista do Extremo. A expansão territorial dos coutos de Alcobaça para sul seria travada em Tornada, por sentença dada por D. Leonor em 1490.
Existia nesta época uma cultura florescente de linho para fins artesanais, comércio de cereais e vinha, extracção de sal e madeira, além da construção naval. A produção era escoada pelo porto fluvial de Tornada.
Com a reforma administrativa do século XIX, a freguesia de Tornada passou a integrar o concelho (atual município) de Caldas da Rainha (1835). A proximidade da sede do concelho e a passagem pela povoação da estrada que liga Caldas da Rainha a Alcobaça, Nazaré, Leiria e ao norte de Portugal, e mais tarde da auto-estrada do Oeste (A8), originaram um significativo crescimento populacional e económico. Por esse motivo, é por vezes incluída, no todo ou em parte, na área urbana de Caldas da Rainha.